# Гора Вечірня (антарктична станція)
Гора Вечірня (біл. Гара Вячэрняя — сезонна білоруська антарктична наукова станція, яка знаходиться на схід від гори Вечірньої (272 м), на узбережжі моря Космонавтів неподалік сезонної російської станції «Молодіжна». Підпорядкована республіканському центру полярних досліджень Відділення хімії та наук про землю Білоруської академії наук.
Рішення про створення станції було прийнято 6 липня 2006 року директором Інституту природокористування НАН Білорусі Володимиром Логіновим.

## Особливості станції
Будівництво станції було доручено білоруській компанії «Мідівісана» і було закінчено до жовтня 2015 року. Головним конструктором став Сергій Сіренко.
Станція здатна витримати температуру до -60 градусів і пориви вітру до 80 м / с. Будівля також захищає полярників від сильного ультрафіолетового опромінення.
Товщина стін з негорючого пінополіуретану становить 100 мм. Опалення здійснюється від дизельного генератора, є резервний варіант від акумуляторів.
Станція почала працювати в складі з трьох модулів, у кожному з яких є житловий блок. У свою чергу кожен житловий блок розрахований на дві людини.

## Сучасний стан
Станом на лютий 2016 року, на станції працюють перші три модуля. Всього планується побудувати близько 12-15 модулів, розрахованих приблизно на 12 осіб .
В цей час на станції працювало шість чоловік, всі — чоловіки, керівник — Олексій Гайдашов. Всі учасники експедиції, крім її голови, вперше перебували в Антарктиді.
Взимку 2017—2018 року була проведена 10-а Білоруська антарктична експедиція. Постачання здійснюється російським судном «Академік Федоров».

## Мета діяльності та дослідження
Станція призначена для вивчення клімату Землі, зокрема стану озонового шару, газового і аерозольного складу атмосфери. Також перед ученими стоїть завдання протестувати вітчизняні пристрої для зондування атмосфери і льодових утворень.
Станція допоможе Білорусії більш точно прогнозувати погоду в своїх широтах, адже Антарктида є так званою «кухнею погоди», що впливає на клімат усієї Землі.
Передбачається, що вивчення анаеробних і аеробних мікроорганізмів на станції, здатних виживати в умовах екстремально низьких температур, зможе мати практичне значення для дослідження в онкології, фармакології та косметології. Подібними дослідженнями вже займаються японські вчені, які на базі антарктичної мікрофауни розробляють ліки проти раку.
Білоруські вчені помітили, що деякі антарктичні бактерії здатні переробляти нафту. Біологи намагаються протестувати можливу користь від цих бактерій в утилізації наслідків нафтових забруднень середовища.